# Acrophoca
Acrophoca es un género monotípico extinto de pinípedo cuyos fósiles se han descubierto en Perú y Chile. Se cree que pudo haber sido un ancestro de la actual foca leopardo.
Sus fósiles se han hallado junto a los del perezoso marino Thalassocnus y el cetáceo con colmillos Odobenocetops, así como junto a animales modernos como el delfín mular, alcatraces y cormoranes. 

## Descripción

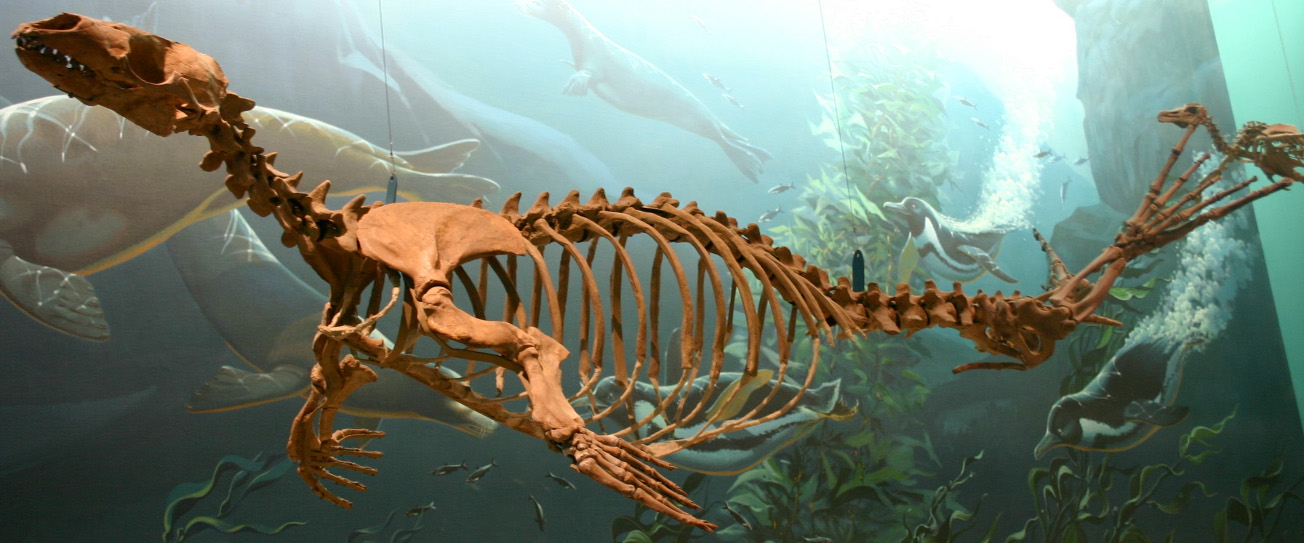
Acrophoca longirostris, Museo Nacional Smithsoniano de Historia Natural.

Acrophoca medía cerca de 1.5 metros de longitud, y no estaba tan bien adaptado a nadar como sus descendientes, debido a que poseía aletas menos desarrolladas y un cuello menos aerodináminco. Esto puede indicar que pasaban bastante tiempo cerca de la costa. Su dieta probablemente consistía sobre todo de peces.